# Svájc az 1972. évi nyári olimpiai játékokon
Svájc az NSZK-beli Münchenben megrendezett 1972. évi nyári olimpiai játékok egyik részt vevő nemzete volt. Az országot az olimpián 17 sportágban 151 sportoló képviselte, akik összesen 3 érmet szereztek.

## Érmesek
| Érem  | Versenyző                                                                    | Sportág      | Versenyszám                    |
| ----- | ---------------------------------------------------------------------------- | ------------ | ------------------------------ |
| Ezüst | Alfred Bachmann Heinrich Fischer                                             | Evezés       | Férfi kormányos nélküli kettes |
| Ezüst | Xaver Kurmann                                                                | Kerékpározás | Férfi egyéni üldözőverseny     |
| Ezüst | Guy Evéquoz Daniel Giger Christian Kauter Peter Lötscher François Suchanecki | Vívás        | Férfi párbajtőr, csapat        |

## Atlétika
Férfi
| Versenyző        | Versenyszám     | Előfutam | Előfutam | Előfutam | Negyeddöntő | Negyeddöntő | Negyeddöntő | Elődöntő | Elődöntő | Elődöntő | Döntő         | Döntő         |
| Versenyző        | Versenyszám     | Idő      | Hely.    | Össz.    | Idő         | Hely.       | Össz.       | Idő      | Hely.    | Össz.    | Idő           | Helyezés      |
| ---------------- | --------------- | -------- | -------- | -------- | ----------- | ----------- | ----------- | -------- | -------- | -------- | ------------- | ------------- |
| Philippe Clerc   | 100 m           | 10,58    | 2.       | 28.*     | 10,45       | 4.          | 17.*        | kiesett  | kiesett  | kiesett  | kiesett       | kiesett       |
| Philippe Clerc   | 200 m           | 21,32    | 4.       | 33.      | 20,82       | 4.          | 17.         | kiesett  | kiesett  | kiesett  | kiesett       | kiesett       |
| Rolf Gysin       | 800 m           | 1:47,46  | 3.       | 8.       |             |             |             | 1:48,2   | 6.       | 8.       | kiesett       | kiesett       |
| Werner Meier     | 1500 m          | 3:43,2   | 6.       | 26.      |             |             |             | kiesett  | kiesett  | kiesett  | kiesett       | kiesett       |
| Fritz Rüegsegger | 5000 m          | 14:54,4  | 12.      | 56.      |             |             |             |          |          |          | kiesett       | kiesett       |
| Werner Dössegger | 10 000 m        | 28:36,4  | 8.       | 34.      |             |             |             |          |          |          | kiesett       | kiesett       |
| Albrecht Moser   | 10 000 m        | 29:05,8  | 10.      | 30.      |             |             |             |          |          |          | kiesett       | kiesett       |
| Beat Pfister     | 110 m gát       | 14,33    | 6.       | 24.      |             |             |             | kiesett  | kiesett  | kiesett  | kiesett       | kiesett       |
| Hansjörg Wirz    | 400 m gát       | 52,34    | 5.       | 27.      |             |             |             | kiesett  | kiesett  | kiesett  | kiesett       | kiesett       |
| Toni Feldmann    | 3000 m akadály  | 8:35,8   | 6.       | 20.*     |             |             |             |          |          |          | kiesett       | kiesett       |
| Hans Menet       | 3000 m akadály  | 8:45,4   | 8.       | 35.*     |             |             |             |          |          |          | kiesett       | kiesett       |
| Georges Kaiser   | 3000 m akadály  | 8:45,4   | 9.       | 35.*     |             |             |             |          |          |          | kiesett       | kiesett       |
| Alfons Sidler    | Maraton         |          |          |          |             |             |             |          |          |          | 2:29:09       | 44.           |
| Alfred Badel     | 50 km gyaloglás |          |          |          |             |             |             |          |          |          | nem ért célba | nem ért célba |

| Versenyző        | Versenyszám   | Selejtező | Selejtező | Döntő    | Döntő    |
| Versenyző        | Versenyszám   | Eredmény  | Helyezés  | Eredmény | Helyezés |
| ---------------- | ------------- | --------- | --------- | -------- | -------- |
| Michel Patry     | Magasugrás    | 209 cm    | 30.       | kiesett  | kiesett  |
| Rolf Bernhard    | Távolugrás    | 768 cm    | 16.       | kiesett  | kiesett  |
| Linus Rebmann    | Távolugrás    | 725 cm    | 32.       | kiesett  | kiesett  |
| Urs von Wartburg | Gerelyhajítás | 76,36 m   | 15.       | kiesett  | kiesett  |

| Versenyző      | Versenyszám | 100 m | 100 m | Távolugrás | Távolugrás | Súlylökés | Súlylökés | Magasugrás | Magasugrás | 400 m | 400 m | 110 m gát | 110 m gát | Diszkoszvetés | Diszkoszvetés | Rúdugrás                 | Rúdugrás                 | Gerelyhajítás            | Gerelyhajítás            | 1500 m        | 1500 m        | Végeredmény   | Végeredmény   |
| Versenyző      | Versenyszám | Idő   | Pont  | Eredmény   | Pont       | Eredmény  | Pont      | Eredmény   | Pont       | Idő   | Pont  | Idő       | Pont      | Eredmény      | Pont          | Eredmény                 | Pont                     | Eredmény                 | Pont                     | Idő           | Pont          | Pont          | Helyezés      |
| -------------- | ----------- | ----- | ----- | ---------- | ---------- | --------- | --------- | ---------- | ---------- | ----- | ----- | --------- | --------- | ------------- | ------------- | ------------------------ | ------------------------ | ------------------------ | ------------------------ | ------------- | ------------- | ------------- | ------------- |
| Heinz Born     | Tízpróba    | 11,35 | 721   | 692 cm     | 804        | 13,06 m   | 669       | 198 cm     | 840        | 50,01 | 805   | 15,39     | 808       | 39,34 m       | 672           | 400 cm                   | 807                      | 48,72 m                  | 615                      | 4:47,9        | 476           | 7217          | 19.           |
| Ruedi Mangisch | Tízpróba    | 10,79 | 857   | 694 cm     | 808        | 12,27 m   | 617       | 189 cm     | 760        | 47,59 | 918   | 15,71     | 776       | 36,92 m       | 623           | érvényes kísérlet nélkül | érvényes kísérlet nélkül | érvényes kísérlet nélkül | érvényes kísérlet nélkül | nem ért célba | nem ért célba | nem ért célba | nem ért célba |

Női
| Versenyző                | Versenyszám | Előfutam | Előfutam | Előfutam | Negyeddöntő | Negyeddöntő | Negyeddöntő | Elődöntő      | Elődöntő      | Elődöntő      | Döntő   | Döntő    |
| Versenyző                | Versenyszám | Idő      | Hely.    | Össz.    | Idő         | Hely.       | Össz.       | Idő           | Hely.         | Össz.         | Idő     | Helyezés |
| ------------------------ | ----------- | -------- | -------- | -------- | ----------- | ----------- | ----------- | ------------- | ------------- | ------------- | ------- | -------- |
| Vreni Leiser             | 400 m       | 54,65    | 6.       | 39.      | kiesett     | kiesett     | kiesett     | kiesett       | kiesett       | kiesett       | kiesett | kiesett  |
| Elisabeth Neuenschwander | 800 m       | 2:06,89  | 7.       | 28.      |             |             |             | kiesett       | kiesett       | kiesett       | kiesett | kiesett  |
| Margrit Hess             | 1500 m      | 4:19,67  | 7.       | 28.      |             |             |             | kiesett       | kiesett       | kiesett       | kiesett | kiesett  |
| Marijke Moser            | 1500 m      | 4:24,94  | 8.       | 33.      |             |             |             | kiesett       | kiesett       | kiesett       | kiesett | kiesett  |
| Meta Antenen             | 100 m gát   | 13,61    | 4.       | 17.      |             |             |             | nem ért célba | nem ért célba | nem ért célba | kiesett | kiesett  |

| Versenyző        | Versenyszám | Selejtező | Selejtező | Döntő    | Döntő    |
| Versenyző        | Versenyszám | Eredmény  | Helyezés  | Eredmény | Helyezés |
| ---------------- | ----------- | --------- | --------- | -------- | -------- |
| Doris Bisang     | Magasugrás  | 165 cm    | 33.*      | kiesett  | kiesett  |
| Trix Rechner     | Magasugrás  | 173 cm    | 28.       | kiesett  | kiesett  |
| Sieglinde Ammann | Távolugrás  | 626 cm    | 17.       | kiesett  | kiesett  |
| Meta Antenen     | Távolugrás  | 641 cm    | 4.        | 649 cm   | 6.       |

| Versenyző     | Versenyszám | 100 m gát | 100 m gát | Súlylökés | Súlylökés | Magasugrás | Magasugrás | Távolugrás | Távolugrás | 200 m | 200 m | Végeredmény | Végeredmény |
| Versenyző     | Versenyszám | Idő       | Pont      | Eredmény  | Pont      | Eredmény   | Pont       | Eredmény   | Pont       | Idő   | Pont  | Pont        | Helyezés    |
| ------------- | ----------- | --------- | --------- | --------- | --------- | ---------- | ---------- | ---------- | ---------- | ----- | ----- | ----------- | ----------- |
| Kathrin Lardi | Ötpróba     | 14,63     | 790       | 10,18 m   | 601       | 160 cm     | 834        | 536 cm     | 762        | 25,53 | 801   | 3788        | 26.         |

* - egy másik versenyzővel azonos időt/eredményt ért el

## Birkózás
Kötöttfogású
| Versenyző              | Versenyszám | 1. forduló                     | 2. forduló                           | 3. forduló                          | 4. forduló        | 5. forduló        | 6. forduló        | Döntő             | Helyezés    |
| Versenyző              | Versenyszám | Ellenfél Eredmény              | Ellenfél Eredmény                    | Ellenfél Eredmény                   | Ellenfél Eredmény | Ellenfél Eredmény | Ellenfél Eredmény | Ellenfél Eredmény | Helyezés    |
| ---------------------- | ----------- | ------------------------------ | ------------------------------------ | ----------------------------------- | ----------------- | ----------------- | ----------------- | ----------------- | ----------- |
| Jakob Tanner           | 62 kg       | Réczi László (HUN) · 3-1       | Sztéliosz Mijákisz (GRE) · kétvállas | kiesett                             | kiesett           | kiesett           | kiesett           | kiesett           | helyezetlen |
| Heinz Rhyn             | 68 kg       | Ole Sorensen (CAN) · kétvállas | Tanoue Takasi (JPN) · kétvállas      | Gian Matteo Ranzi (ITA) · kétvállas | kiesett           | kiesett           | kiesett           | kiesett           | helyezetlen |
| Robert Blaser          | 74 kg       | Eero Tapio (FIN) · 3.5-0.5     | Klaus Pohl (GDR) · kétvállas         | kiesett                             | kiesett           | kiesett           |                   | kiesett           | helyezetlen |
| Jimmy Martinetti       | 82 kg       | Ion Gabor (ROU) · kétvállas    | Milan Nenadić (YUG) · kétvállas      | kiesett                             | kiesett           | kiesett           |                   | kiesett           | helyezetlen |
| Jean-Marie Chardonnens | 90 kg       | Tani Kimucsi (JPN) · 3-1       | Valerij Rezancev (URS) · kétvállas   | kiesett                             | kiesett           | kiesett           |                   | kiesett           | helyezetlen |
| Rudolf Lüscher         | 100 kg      | Hasszan Bechara (LIB) · 2-2    | Nyikolaj Jakovenko (URS) · kétvállas | kiesett                             | kiesett           | kiesett           |                   | kiesett           | helyezetlen |

Szabadfogású
| Versenyző          | Versenyszám | 1. forduló                          | 2. forduló                       | 3. forduló                      | 4. forduló                     | 5. forduló        | 6. forduló        | Döntő             | Helyezés    |
| Versenyző          | Versenyszám | Ellenfél Eredmény                   | Ellenfél Eredmény                | Ellenfél Eredmény               | Ellenfél Eredmény              | Ellenfél Eredmény | Ellenfél Eredmény | Ellenfél Eredmény | Helyezés    |
| ------------------ | ----------- | ----------------------------------- | -------------------------------- | ------------------------------- | ------------------------------ | ----------------- | ----------------- | ----------------- | ----------- |
| Jakob Tanner       | 62 kg       | Zagalav Abdulbekov (URS) · 3.5-0.5  | Ahmad Djan (AFG) · 3-1           | kiesett                         | kiesett                        | kiesett           | kiesett           | kiesett           | helyezetlen |
| André Chardonnens  | 68 kg       | Włodzimierz Cieślak (POL) · 3.5-0.5 | Joseph Gilligan (GBR) · 3-1      | kiesett                         | kiesett                        | kiesett           |                   | kiesett           | helyezetlen |
| Robert Blaser      | 74 kg       | Bachir Assi (LIB) · kétvállas       | Bruno Hartmann (AUT) · 1-3       | Daniel Robin (FRA) · kétvállas  | Yancho Pavlov (BUL) · 3.5-0.5  | kiesett           | kiesett           | kiesett           | helyezetlen |
| Jimmy Martinetti   | 82 kg       | Jesús Blanco (ARG) · 1-3            | André Bouchoule (FRA) · 1-3      | Szaszaki Tacuo (JPN) · 3-1      | Vasile Iorga (ROU) · kétvállas | kiesett           | kiesett           | kiesett           | helyezetlen |
| Étienne Martinetti | 90 kg       | Reza Khorrami (IRI) · kétvállas     | Alioune Camara (SEN) · kétvállas | Bajkó Károly (HUN) · 3.5-0.5    | kiesett                        | kiesett           | kiesett           | kiesett           | helyezetlen |
| Bruno Jutzeler     | 100 kg      | Ivan Jarigin (URS) · kétvállas      | Jada Sizuo (JPN) · kétvállas     | Enache Panait (ROU) · kétvállas | kiesett                        | kiesett           |                   | kiesett           | helyezetlen |

## Cselgáncs
| Versenyző       | Versenyszám  | Csoport | Selejtező             | 1. forduló                | 2. forduló                 | 3. forduló        | 4. forduló        | Vigaszág 1. forduló               | Vigaszág 2. forduló           | Vigaszág 3. forduló | Elődöntő          | Döntő             | Helyezés |
| Versenyző       | Versenyszám  | Csoport | Ellenfél Eredmény     | Ellenfél Eredmény         | Ellenfél Eredmény          | Ellenfél Eredmény | Ellenfél Eredmény | Ellenfél Eredmény                 | Ellenfél Eredmény             | Ellenfél Eredmény   | Ellenfél Eredmény | Ellenfél Eredmény | Helyezés |
| --------------- | ------------ | ------- | --------------------- | ------------------------- | -------------------------- | ----------------- | ----------------- | --------------------------------- | ----------------------------- | ------------------- | ----------------- | ----------------- | -------- |
| Marcel Burkhard | Könnyűsúly   | A       |                       | Iwan Blijd (SUR) · GY     | Bakhvain Buyadaa (MGL) · V | kiesett           | kiesett           |                                   |                               |                     |                   |                   | 13.      |
| Reto Zinsli     | Váltósúly    | A       |                       | Dietmar Hötger (GDR) · V  |                            |                   |                   | Justin Andriamanantena (MAD) · GY | Engelbert Dörbrandt (FRG) · V | kiesett             | kiesett           | kiesett           | 7.       |
| Philippe Aubert | Középsúly    | B       | Wadih Gosn (LIB) · GY | Isaac Azcuy (CUB) · GY    | Lutz Lischka (AUT) · V     | kiesett           | kiesett           |                                   |                               |                     |                   |                   | 13.      |
| Frédéric Kyburz | Félnehézsúly | A       |                       | David Starbrook (GBR) · V |                            |                   |                   | Pierre Albertini (FRA) · V        | kiesett                       | kiesett             | kiesett           | kiesett           | 9.       |
| Pierre Paris    | Nehézsúly    | A       |                       | erőnyerő                  | Nisimura Motoki (JPN) · V  | kiesett           | kiesett           |                                   |                               |                     |                   |                   | 11.      |
| Ulrich Falk     | Nyílt        | B       |                       | Wim Ruska (NED) · V       | kiesett                    | kiesett           | kiesett           |                                   |                               |                     |                   |                   | 19.      |

## Evezés
| Versenyző                                                                             | Versenyszám              | Előfutam | Előfutam | Vigaszág | Vigaszág | Elődöntő | Elődöntő | Döntő | Döntő   | Döntő | Helyezés |
| Versenyző                                                                             | Versenyszám              | Idő      | Hely.    | Idő      | Hely.    | Idő      | Hely.    | Típus | Idő     | Hely. | Helyezés |
| ------------------------------------------------------------------------------------- | ------------------------ | -------- | -------- | -------- | -------- | -------- | -------- | ----- | ------- | ----- | -------- |
| Melchior Bürgin                                                                       | Egypárevezős             | 8:00,20  | 3.       | 8:04,81  | 2.       | 8:16,95  | 3.       | A     | 7:31,99 | 6.    | 6.       |
| Hans Ruckstuhl Ulrich Isler                                                           | Kétpárevezős             | 7:02,90  | 2.       | 7:14,70  | 1.       | 7:45,42  | 5.       | B     | 7:08,22 | 2.    | 8.       |
| Heinrich Fischer Alfred Bachmann                                                      | Kormányos nélküli kettes | 7:20,51  | 1.       | erőnyerő | erőnyerő | 7:44,91  | 2.       | A     | 6:57,06 | 2.    |          |
| René Furler Nicolas Lindecker Stefan Hablützel (kormányos)                            | Kormányos kettes         | 7:46,03  | 2.       | 8:11,53  | 2.       | 8:32,34  | 6.       | B     | 8:05,54 | 6.    | 12.      |
| Hans-Jörg Bendiner Walter Steiner Thomas Macher Kurt Baumann                          | Kormányos nélküli négyes | 6:55,81  | 2.       | 7:03,31  | 1.       | 7:23,87  | 5.       | B     | 6:59,41 | 5.    | 11.      |
| Hanspeter Lüthi Urs Fankhauser Franz Rentsch Denis Oswald Rolf Stadelmann (kormányos) | Kormányos négyes         | 6:53,30  | 1.       | erőnyerő | erőnyerő | 7:28,25  | 4.       | B     | 7:07,80 | 2.    | 8.       |

## Íjászat
| Versenyző            | Versenyszám  | 1. forduló | 1. forduló | 2. forduló | 2. forduló | Összesítés | Összesítés |
| Versenyző            | Versenyszám  | Pont       | Hely.      | Pont       | Hely.      | Pont       | Helyezés   |
| -------------------- | ------------ | ---------- | ---------- | ---------- | ---------- | ---------- | ---------- |
| Jean-Pierre Héritier | Férfi egyéni | 1123       | 43.        | 1099       | 51.        | 2222       | 47.        |
| Lucien Trepper       | Férfi egyéni | 1191       | 16.        | 1218       | 8.         | 2409       | 10.        |
| Jakob Wolfensberger  | Férfi egyéni | 1191       | 16.        | 1176       | 25.        | 2367       | 22.        |
| Sally Svendelin      | Női egyéni   | 1119       | 25.        | 1072       | 37.        | 2191       | 33.        |

## Kajak-kenu

### Szlalom
Férfi
| Versenyző        | Versenyszám | Döntő         | Döntő         | Döntő    | Döntő    | Döntő         | Helyezés |
| Versenyző        | Versenyszám | 1. futam      | 1. futam      | 2. futam | 2. futam | Jobb eredmény | Helyezés |
| Versenyző        | Versenyszám | Pont          | Hely.         | Pont     | Hely.    | Pont          | Helyezés |
| ---------------- | ----------- | ------------- | ------------- | -------- | -------- | ------------- | -------- |
| Peter Bäni       | Kajak egyes | 377,41        | 19.           | 427,41   | 30.      | 377,41        | 27.      |
| Hanspeter Hasler | Kajak egyes | 423,95        | 26.           | 444,68   | 31.      | 423,95        | 33.      |
| Edi Heiz         | Kajak egyes | 330,67        | 10.           | 316,74   | 10.      | 316,74        | 13.      |
| Edy Paul         | Kenu egyes  | nem ért célba | nem ért célba | 642,50   | 22.      | 642,50        | 22.      |

Női
| Versenyző       | Versenyszám | Döntő    | Döntő    | Döntő         | Döntő         | Döntő         | Helyezés |
| Versenyző       | Versenyszám | 1. futam | 1. futam | 2. futam      | 2. futam      | Jobb eredmény | Helyezés |
| Versenyző       | Versenyszám | Pont     | Hely.    | Pont          | Hely.         | Pont          | Helyezés |
| --------------- | ----------- | -------- | -------- | ------------- | ------------- | ------------- | -------- |
| Danielle Kamber | Kajak egyes | 521,81   | 10.      | 585,86        | 16.           | 521,81        | 12.      |
| Elisabeth Käser | Kajak egyes | 632,88   | 18.      | nem ért célba | nem ért célba | 632,88        | 20.      |

## Kerékpározás

### Országúti kerékpározás
| Versenyző                                                   | Versenyszám     | Idő             | Helyezés      |
| ----------------------------------------------------------- | --------------- | --------------- | ------------- |
| Bruno Hubschmid                                             | Mezőnyverseny   | 4:15:13 (+0:36) | 19.           |
| Hugo Schär                                                  | Mezőnyverseny   | nem ért célba   | nem ért célba |
| Iwan Schmid                                                 | Mezőnyverseny   | 4:15:13 (+0:36) | 20.           |
| Ulrich Sutter                                               | Mezőnyverseny   | 4:15:13 (+0:36) | 24.           |
| Gilbert Bischoff Bruno Hubschmid Roland Schär Ulrich Sutter | Csapat időfutam | 2:14:33 (+3:16) | 9.            |

### Pálya-kerékpározás
Időfutam
| Versenyző         | Versenyszám  | Idő     | Helyezés |
| ----------------- | ------------ | ------- | -------- |
| Christian Brunner | Férfi egyéni | 1:07,71 | 7.       |

Üldözőversenyek
| Versenyző                                                 | Versenyszám  | Selejtező | Selejtező | Negyeddöntő                                                                              | Negyeddöntő | Negyeddöntő | Elődöntő                    | Elődöntő  | Elődöntő | Döntő                        | Döntő     | Helyezés |
| Versenyző                                                 | Versenyszám  | Idő       | Hely.     | Ellenfél Idő                                                                             | Saját idő   | Hely.       | Ellenfél Idő                | Saját idő | Hely.    | Ellenfél Idő                 | Saját idő | Helyezés |
| --------------------------------------------------------- | ------------ | --------- | --------- | ---------------------------------------------------------------------------------------- | ----------- | ----------- | --------------------------- | --------- | -------- | ---------------------------- | --------- | -------- |
| Xaver Kurmann                                             | Férfi egyéni | 4:54,50   | 5.        | Luciano Borgognoni (ITA) · 4:52,31                                                       | 4:50,54     | 3.          | John Bylsma (AUS) · 4:47,41 | 4:47,04   | 2.       | Knut Knudsen (NOR) · 4:45,74 | 4:51,96   |          |
| Christian Brunner Xaver Kurmann René Savary Martin Steger | Férfi csapat | 4:30,56   | 7.        | NDK (GDR) · Thomas Huschke · Heinz Richter · Herbert Richter · Uwe Unterwalder · 4:23,26 | 4:26,44     | 6.          | kiesett                     | kiesett   | kiesett  | kiesett                      | kiesett   | 5.       |

## Lovaglás
Díjlovaglás
| Versenyző                                              | Ló                  | Versenyszám | Selejtező | Selejtező | Döntő   | Döntő    |
| Versenyző                                              | Ló                  | Versenyszám | Pont      | Hely.     | Pont    | Helyezés |
| ------------------------------------------------------ | ------------------- | ----------- | --------- | --------- | ------- | -------- |
| Marita Aeschbacher                                     | Charlamp            | Egyéni      | 1389      | 29.       | kiesett | kiesett  |
| Hermann Dür                                            | Sod                 | Egyéni      | 1466      | 21.       | kiesett | kiesett  |
| Christine Stückelberger                                | Granat              | Egyéni      | 1528      | 15.       | kiesett | kiesett  |
| Marita Aeschbacher Hermann Dür Christine Stückelberger | Charlamp Sod Granat | Csapat      |           |           | 4,383   | 7.       |

Díjugratás
| Versenyző                                                         | Ló                             | Versenyszám | 1. forduló | 1. forduló | 2. forduló | 2. forduló | Összesen | Összesen |
| Versenyző                                                         | Ló                             | Versenyszám | Pont       | Hely.      | Pont       | Hely.      | Pont     | Helyezés |
| ----------------------------------------------------------------- | ------------------------------ | ----------- | ---------- | ---------- | ---------- | ---------- | -------- | -------- |
| Max Hauri                                                         | Haiti                          | Egyéni      | 12,50      | 30.        | kiesett    | kiesett    | 12,50    | 30.      |
| Kurt Maeder                                                       | Abraxon                        | Egyéni      | 28,00      | 47.        | kiesett    | kiesett    | 28,00    | 47.      |
| Paul Weier                                                        | Wulf                           | Egyéni      | 12,00      | 22.        | kiesett    | kiesett    | 12,00    | 22.      |
| Monica Bachmann-Weier Max Hauri Hermann von Siebenthal Paul Weier | Erbach Haiti Havana Royal Wulf | Csapat      | 33,25      | 6.         | 28,00      | 4.         | 61,25    | 5.       |

Lovastusa
| Versenyző                                                  | Ló                                   | Versenyszám | Díjlovaglás | Díjlovaglás | Tereplovaglás | Tereplovaglás | Díjugratás    | Díjugratás    | Végeredmény | Végeredmény |
| Versenyző                                                  | Ló                                   | Versenyszám | Bünt.       | Hely.       | Bünt.         | Hely.         | Bünt.         | Hely.         | Bünt.       | Helyezés    |
| ---------------------------------------------------------- | ------------------------------------ | ----------- | ----------- | ----------- | ------------- | ------------- | ------------- | ------------- | ----------- | ----------- |
| Anton Bühler                                               | Wukari                               | Egyéni      | -38,67      | 6.          | 38,80         | 16.           | -20,00        | 28.           | -19,87      | 15.         |
| Max Hauri                                                  | Red Baron                            | Egyéni      | -38,00      | 4.          | 9,20          | 21.           | nem ért célba | nem ért célba | kiesett     | kiesett     |
| Paul Hürlimann                                             | Grand Times                          | Egyéni      | -41,33      | 10.         | 50,80         | 12.           | -20,50        | 38.           | -11,03      | 14.         |
| Alfred Schwarzenbach                                       | Big Boy                              | Egyéni      | -58,33      | 33.         | -65,20        | 35.           | -2,00         | 14.           | -125,53     | 33.         |
| Anton Bühler Max Hauri Paul Hürlimann Alfred Schwarzenbach | Wukari Red Baron Grand Times Big Boy | Csapat      | -118,00     | 1.          | 98,80         | 8.            | -42,50        | 9.            | -156,43     | 6.          |

## Műugrás
Férfi
| Versenyző    | Versenyszám        | Selejtező | Selejtező | Döntő   | Döntő    |
| Versenyző    | Versenyszám        | Pont      | Helyezés  | Pont    | Helyezés |
| ------------ | ------------------ | --------- | --------- | ------- | -------- |
| Sandro Rossi | Egyéni toronyugrás | 225,87    | 35.       | kiesett | kiesett  |

## Ökölvívás
| Versenyző     | Versenyszám  | Selejtező                        | 32-es főtábla               | Nyolcaddöntő      | Negyeddöntő       | Elődöntő          | Döntő             | Helyezés |
| Versenyző     | Versenyszám  | Ellenfél Eredmény                | Ellenfél Eredmény           | Ellenfél Eredmény | Ellenfél Eredmény | Ellenfél Eredmény | Ellenfél Eredmény | Helyezés |
| ------------- | ------------ | -------------------------------- | --------------------------- | ----------------- | ----------------- | ----------------- | ----------------- | -------- |
| Ruedi Vogel   | Pehelysúly   | Joseph Mbouroukounda (GAB) · 3-2 | Ryszard Tomczyk (POL) · KO  | kiesett           | kiesett           | kiesett           | kiesett           | 17.      |
| Karl Gschwind | Váltósúly    | erőnyerő                         | Rabieb Sangnual (THA) · 0-5 | kiesett           | kiesett           | kiesett           | kiesett           | 17.      |
| Anton Schär   | Félnehézsúly |                                  | Isaac Ikhouria (NGR) · 2-3  | kiesett           | kiesett           | kiesett           | kiesett           | 17.      |

## Öttusa
| Versenyző                      | Versenyszám | Lovaglás | Lovaglás | Lovaglás | Vívás    | Vívás | Vívás | Lövészet | Lövészet | Lövészet | Úszás  | Úszás | Úszás | Futás   | Futás | Futás | Összesen    | Összesen |
| Versenyző                      | Versenyszám | Idő      | Pont     | Hely.    | Eredmény | Pont  | Hely. | Pontszám | Pont     | Hely.    | Idő    | Pont  | Hely. | Idő     | Pont  | Hely. | Összes pont | Helyezés |
| ------------------------------ | ----------- | -------- | -------- | -------- | -------- | ----- | ----- | -------- | -------- | -------- | ------ | ----- | ----- | ------- | ----- | ----- | ----------- | -------- |
| Beat Ganz                      | Egyéni      | 2:24,0   | 1030     | 22.      | 22–36    | 639   | 51.   | 179      | 670      | 52.      | 4:08,1 | 888   | 54.   | 13:43,9 | 1096  | 25.   | 4323        | 51.      |
| Urs Hugi                       | Egyéni      | 2:15,9   | 1075     | 9.       | 39–19    | 962   | 7.    | 187      | 846      | 29.      | 4:00,1 | 952   | 44.   | 15:13,6 | 826   | 58.   | 4661        | 28.      |
| Hans Müller                    | Egyéni      | 2:37,3   | 965      | 36.      | 25–33    | 696   | 39.   | 187      | 846      | 30.      | 4:00,9 | 948   | 45.   | 14:36,0 | 937   | 54.   | 4392        | 45.      |
| Beat Ganz Urs Hugi Hans Müller | Csapat      |          | 3070     | 4.       |          | 2280  | 10.   |          | 2362     | 12.      |        | 2788  | 16.   |         | 2859  | 17.   | 13359       | 15.      |

## Sportlövészet
Nyílt
| Versenyző         | Versenyszám                    | Pont | Helyezés |
| ----------------- | ------------------------------ | ---- | -------- |
| Paul Buser        | Gyorstüzelő pisztoly           | 592  | 4.       |
| Kurt Rey          | Gyorstüzelő pisztoly           | 440  | 60.      |
| Theo Ditzler      | Sportpuska, fekvő              | 587  | 63.      |
| Erwin Vogt        | Sportpuska, fekvő              | 588  | 62.      |
| Erwin Vogt        | Sportpuska, összetett          | 1141 | 15.      |
| Martin Truttmann  | Sportpuska, összetett          | 1117 | 45.      |
| Martin Truttmann  | Szabadpuska, összetett (300 m) | 1141 | 10.      |
| Andreas Beyeler   | Szabadpuska, összetett (300 m) | 1126 | 22.      |
| Vincenzo Lucchini | Trap                           | 178  | 37.      |
| Paul Vittet       | Trap                           | 182  | 31.      |

## Súlyemelés
| Versenyző     | Versenyszám | Nyomás   | Nyomás   | Szakítás                 | Szakítás                 | Lökés    | Lökés    | Összesen | Helyezés |
| Versenyző     | Versenyszám | Eredmény | Helyezés | Eredmény                 | Helyezés                 | Eredmény | Helyezés | Összesen | Helyezés |
| ------------- | ----------- | -------- | -------- | ------------------------ | ------------------------ | -------- | -------- | -------- | -------- |
| Walter Hauser | 82,5 kg     | 147,5    | 10.      | érvényes kísérlet nélkül | érvényes kísérlet nélkül | kiesett  | kiesett  | kiesett  | kiesett  |

## Torna
Férfi
| Versenyző                                                                               | Versenyszám      | Selejtező | Selejtező | Döntő    | Döntő    |
| Versenyző                                                                               | Versenyszám      | Pontszám  | Helyezés  | Pontszám | Helyezés |
| --------------------------------------------------------------------------------------- | ---------------- | --------- | --------- | -------- | -------- |
| Robert Bretscher                                                                        | Talaj            | 17,60     | 55.       | kiesett  | kiesett  |
| Robert Bretscher                                                                        | Ugrás            | 18,50     | 16.       | kiesett  | kiesett  |
| Robert Bretscher                                                                        | Korlát           | 18,10     | 47.       | kiesett  | kiesett  |
| Robert Bretscher                                                                        | Nyújtó           | 18,45     | 21.       | kiesett  | kiesett  |
| Robert Bretscher                                                                        | Gyűrű            | 16,60     | 94.       | kiesett  | kiesett  |
| Robert Bretscher                                                                        | Lólengés         | 17,75     | 41.       | kiesett  | kiesett  |
| Robert Bretscher                                                                        | Egyéni összetett | 107,00    | 43.       | kiesett  | kiesett  |
| Max Brühwiler                                                                           | Talaj            | 16,80     | 90.       | kiesett  | kiesett  |
| Max Brühwiler                                                                           | Ugrás            | 17,45     | 93.       | kiesett  | kiesett  |
| Max Brühwiler                                                                           | Korlát           | 18,45     | 27.       | kiesett  | kiesett  |
| Max Brühwiler                                                                           | Nyújtó           | 17,20     | 75.       | kiesett  | kiesett  |
| Max Brühwiler                                                                           | Gyűrű            | 17,50     | 58.       | kiesett  | kiesett  |
| Max Brühwiler                                                                           | Lólengés         | 18,00     | 29.       | kiesett  | kiesett  |
| Max Brühwiler                                                                           | Egyéni összetett | 105,40    | 59.*      | kiesett  | kiesett  |
| Hans Ettlin                                                                             | Talaj            | 2,00      | 113.      | kiesett  | kiesett  |
| Hans Ettlin                                                                             | Nyújtó           | 9,05      | 111.      | kiesett  | kiesett  |
| Hans Ettlin                                                                             | Egyéni összetett | 11,05     | 113.      | kiesett  | kiesett  |
| Philippe Gaille                                                                         | Talaj            | 17,15     | 74.       | kiesett  | kiesett  |
| Philippe Gaille                                                                         | Ugrás            | 18,25     | 38.       | kiesett  | kiesett  |
| Philippe Gaille                                                                         | Korlát           | 16,75     | 101.      | kiesett  | kiesett  |
| Philippe Gaille                                                                         | Nyújtó           | 17,75     | 50.       | kiesett  | kiesett  |
| Philippe Gaille                                                                         | Gyűrű            | 17,70     | 49.       | kiesett  | kiesett  |
| Philippe Gaille                                                                         | Lólengés         | 17,20     | 64.       | kiesett  | kiesett  |
| Philippe Gaille                                                                         | Egyéni összetett | 104,80    | 66.       | kiesett  | kiesett  |
| Edwin Greutmann                                                                         | Talaj            | 17,45     | 60.       | kiesett  | kiesett  |
| Edwin Greutmann                                                                         | Ugrás            | 17,85     | 76.       | kiesett  | kiesett  |
| Edwin Greutmann                                                                         | Korlát           | 18,20     | 42.       | kiesett  | kiesett  |
| Edwin Greutmann                                                                         | Nyújtó           | 17,90     | 45.       | kiesett  | kiesett  |
| Edwin Greutmann                                                                         | Gyűrű            | 17,60     | 54.       | kiesett  | kiesett  |
| Edwin Greutmann                                                                         | Lólengés         | 16,90     | 71.       | kiesett  | kiesett  |
| Edwin Greutmann                                                                         | Egyéni összetett | 105,90    | 55.       | kiesett  | kiesett  |
| Peter Rohner                                                                            | Talaj            | 17,95     | 38.       | kiesett  | kiesett  |
| Peter Rohner                                                                            | Ugrás            | 18,75     | 6.        | 18,525   | 6.       |
| Peter Rohner                                                                            | Korlát           | 18,60     | 17.       | kiesett  | kiesett  |
| Peter Rohner                                                                            | Nyújtó           | 18,20     | 32.       | kiesett  | kiesett  |
| Peter Rohner                                                                            | Gyűrű            | 18,20     | 31.       | kiesett  | kiesett  |
| Peter Rohner                                                                            | Lólengés         | 17,70     | 45.       | kiesett  | kiesett  |
| Peter Rohner                                                                            | Egyéni összetett | 109,40    | 28.       | 110,050  | 23.      |
| Robert Bretscher Max Brühwiler Hans Ettlin Philippe Gaille Edwin Greutmann Peter Rohner | Csapat összetett |           |           | 533,00   | 11.      |

Női
| Versenyző                                                                                        | Versenyszám      | Selejtező | Selejtező | Döntő    | Döntő    |
| Versenyző                                                                                        | Versenyszám      | Pontszám  | Helyezés  | Pontszám | Helyezés |
| ------------------------------------------------------------------------------------------------ | ---------------- | --------- | --------- | -------- | -------- |
| Patrizia Bazzi                                                                                   | Talaj            | 17,85     | 47.       | kiesett  | kiesett  |
| Patrizia Bazzi                                                                                   | Ugrás            | 17,95     | 44.       | kiesett  | kiesett  |
| Patrizia Bazzi                                                                                   | Felemás korlát   | 18,40     | 31.       | kiesett  | kiesett  |
| Patrizia Bazzi                                                                                   | Gerenda          | 17,15     | 54.       | kiesett  | kiesett  |
| Patrizia Bazzi                                                                                   | Egyéni összetett | 71,35     | 42.       | kiesett  | kiesett  |
| Käthi Fritschi                                                                                   | Talaj            | 17,85     | 47.       | kiesett  | kiesett  |
| Käthi Fritschi                                                                                   | Ugrás            | 18,15     | 28.       | kiesett  | kiesett  |
| Käthi Fritschi                                                                                   | Felemás korlát   | 18,20     | 41.       | kiesett  | kiesett  |
| Käthi Fritschi                                                                                   | Gerenda          | 17,75     | 30.       | kiesett  | kiesett  |
| Käthi Fritschi                                                                                   | Egyéni összetett | 71,95     | 35.***    | 73,025   | 26.      |
| Liselotte Marti                                                                                  | Talaj            | 17,00     | 107.      | kiesett  | kiesett  |
| Liselotte Marti                                                                                  | Ugrás            | 17,30     | 84.       | kiesett  | kiesett  |
| Liselotte Marti                                                                                  | Felemás korlát   | 16,10     | 108.      | kiesett  | kiesett  |
| Liselotte Marti                                                                                  | Gerenda          | 17,25     | 50.       | kiesett  | kiesett  |
| Liselotte Marti                                                                                  | Egyéni összetett | 67,65     | 91.**     | kiesett  | kiesett  |
| Jacqueline Sievert                                                                               | Talaj            | 17,30     | 87.       | kiesett  | kiesett  |
| Jacqueline Sievert                                                                               | Ugrás            | 17,10     | 95.       | kiesett  | kiesett  |
| Jacqueline Sievert                                                                               | Felemás korlát   | 16,70     | 92.       | kiesett  | kiesett  |
| Jacqueline Sievert                                                                               | Gerenda          | 16,25     | 100.      | kiesett  | kiesett  |
| Jacqueline Sievert                                                                               | Egyéni összetett | 67,35     | 95.*      | kiesett  | kiesett  |
| Christine Steger                                                                                 | Talaj            | 17,25     | 90.       | kiesett  | kiesett  |
| Christine Steger                                                                                 | Ugrás            | 16,95     | 102.      | kiesett  | kiesett  |
| Christine Steger                                                                                 | Felemás korlát   | 15,40     | 116.      | kiesett  | kiesett  |
| Christine Steger                                                                                 | Gerenda          | 16,20     | 103.      | kiesett  | kiesett  |
| Christine Steger                                                                                 | Egyéni összetett | 65,80     | 110.      | kiesett  | kiesett  |
| Judith Steiger                                                                                   | Talaj            | 17,50     | 74.       | kiesett  | kiesett  |
| Judith Steiger                                                                                   | Ugrás            | 16,50     | 112.      | kiesett  | kiesett  |
| Judith Steiger                                                                                   | Felemás korlát   | 17,85     | 54.       | kiesett  | kiesett  |
| Judith Steiger                                                                                   | Gerenda          | 16,10     | 105.      | kiesett  | kiesett  |
| Judith Steiger                                                                                   | Egyéni összetett | 67,95     | 90.       | kiesett  | kiesett  |
| Patrizia Bazzi Käthi Fritschi Liselotte Marti Jacqueline Sievert Christine Steger Judith Steiger | Csapat összetett |           |           | 348,30   | 13.      |

* - egy másik versenyzővel azonos eredményt ért el

** - két másik versenyzővel azonos eredményt ért el

*** - négy másik versenyzővel azonos eredményt ért el

## Úszás
Férfi
| Versenyző            | Versenyszám  | Előfutam | Előfutam | Előfutam | Elődöntő | Elődöntő | Elődöntő | Döntő   | Döntő    |
| Versenyző            | Versenyszám  | Idő      | Hely.    | Össz.    | Idő      | Hely.    | Össz.    | Idő     | Helyezés |
| -------------------- | ------------ | -------- | -------- | -------- | -------- | -------- | -------- | ------- | -------- |
| Hanspeter Würmli     | 100 m gyors  | 55,08    | 4.       | 31.      | kiesett  | kiesett  | kiesett  | kiesett | kiesett  |
| Hanspeter Würmli     | 200 m gyors  | 2:03,14  | 7.       | 37.      |          |          |          | kiesett | kiesett  |
| Alain Charmey        | 400 m gyors  | 4:18,25  | 4.       | 28.      |          |          |          | kiesett | kiesett  |
| Christoph Kreienbühl | 1500 m gyors | 17:27,67 | 5.       | 29.      |          |          |          | kiesett | kiesett  |
| Jean-Pierre Dubey    | 100 m mell   | 1:10,31  | 6.       | 31.      | kiesett  | kiesett  | kiesett  | kiesett | kiesett  |
| Jean-Pierre Dubey    | 200 m mell   | 2:31,56  | 5.       | 21.      |          |          |          | kiesett | kiesett  |

Női
| Versenyző                                                         | Versenyszám            | Előfutam | Előfutam | Előfutam | Elődöntő | Elődöntő | Elődöntő | Döntő   | Döntő    |
| Versenyző                                                         | Versenyszám            | Idő      | Hely.    | Össz.    | Idő      | Hely.    | Össz.    | Idő     | Helyezés |
| ----------------------------------------------------------------- | ---------------------- | -------- | -------- | -------- | -------- | -------- | -------- | ------- | -------- |
| Margrit Thomet                                                    | 100 m pillangó         | 1:07,28  | 4.       | 15.      | 1:07,12  | 7.       | 14.      | kiesett | kiesett  |
| Margrit Thomet                                                    | 200 m pillangó         | 2:29,21  | 4.       | 16.      |          |          |          | kiesett | kiesett  |
| Margrit Thomet                                                    | 100 m gyors            | 1:02,33  | 6.       | 31.      | kiesett  | kiesett  | kiesett  | kiesett | kiesett  |
| Françoise Monod                                                   | 100 m gyors            | 1:02,43  | 6.       | 32.      | kiesett  | kiesett  | kiesett  | kiesett | kiesett  |
| Françoise Monod                                                   | 200 m gyors            | 2:15,30  | 4.       | 23.      |          |          |          | kiesett | kiesett  |
| Françoise Monod                                                   | 800 m gyors            | 9:50,73  | 5.       | 27.      |          |          |          | kiesett | kiesett  |
| Susanne Niesner                                                   | 100 m hát              | 1:09,16  | 4.       | 17.      | kiesett  | kiesett  | kiesett  | kiesett | kiesett  |
| Susanne Niesner                                                   | 200 m hát              | 2:28,62  | 5.       | 22.      |          |          |          | kiesett | kiesett  |
| Susanne Niesner                                                   | 200 m vegyes           | 2:30,87  | 4.       | 19.      |          |          |          | kiesett | kiesett  |
| Susanne Niesner                                                   | 400 m vegyes           | 5:25,23  | 6.       | 29.      |          |          |          | kiesett | kiesett  |
| Erika Rüegg                                                       | 100 m mell             | 1:17,95  | 4.       | 12.      | 1:17,50  | 6.       | 11.      | kiesett | kiesett  |
| Erika Rüegg                                                       | 200 m mell             | 2:47,63  | 5.       | 15.      |          |          |          | kiesett | kiesett  |
| Margrit Thomet Irène Debrunner Christiane Flamand Françoise Monod | 4 × 100 m gyorsváltó   | 4:10,73  | 8.       | 14.      |          |          |          | kiesett | kiesett  |
| Susanne Niesner Margrit Thomet Erika Rüegg Françoise Monod        | 4 × 100 m vegyes váltó | 4:34,69  | 6.       | 11.      |          |          |          | kiesett | kiesett  |

## Vitorlázás
Nyílt
| Versenyző                          | Versenyszám     | Futam  | Futam | Futam | Futam | Futam  | Futam  | Futam | Pontszám | Helyezés |
| Versenyző                          | Versenyszám     | 1      | 2     | 3     | 4     | 5      | 6      | 7     | Pontszám | Helyezés |
| ---------------------------------- | --------------- | ------ | ----- | ----- | ----- | ------ | ------ | ----- | -------- | -------- |
| Walter Bachmann                    | Finn dingi      | 33,0   | 26,0  | 13,0  | 28,0  | 11,7   | (41,0) | 21,0  | 132,7    | 17.      |
| Rolf Amrein Edwin Bernet           | Csillaghajó     | (26,0) | 22,0  | 15,0  | 20,0  | 16,0   | 5,7    | 21,0  | 99,7     | 14.      |
| Peter Frey Urs Kohler              | Tempest         | (24,0) | 18,0  | 18,0  | 24,0  | 23,0   | 0,0    | 16,0  | 99,0     | 13.      |
| Luc Argand Jean Degaudenzi         | Repülő hollandi | (31,0) | 31,0  | 23,0  | 19,0  | 20,0   | 19,0   | 17,0  | 129,0    | 20.      |
| Peter Gerber Hans Gut Ronni Pieper | Soling          | 16,0   | 25,0  | 11,7  | 24,0  | (27,0) | 27,0   |       | 103,7    | 20.      |

## Vívás
Férfi
| Versenyző                                                                    | Versenyszám       | Selejtező | Selejtező | Selejtező | Selejtező | Negyeddöntő | Negyeddöntő         | Elődöntő | Elődöntő                  | Döntő                    | Döntő                    | Helyezés    |
| Versenyző                                                                    | Versenyszám       | 1. kör | 1. kör    | 2. kör | 2. kör    | Negyeddöntő | Negyeddöntő         | Elődöntő | Elődöntő                  | Döntő                    | Döntő                    | Helyezés    |
| Versenyző                                                                    | Versenyszám       | Ellenfél Eredmény | Hely.     | Ellenfél Eredmény | Hely.     | Ellenfél Eredmény | Hely.               | Ellenfél Eredmény | Hely.                     | Ellenfél Eredmény        | Hely.                    | Helyezés    |
| ---------------------------------------------------------------------------- | ----------------- | --- | --------- | --- | --------- | --- | ------------------- | --- | ------------------------- | ------------------------ | ------------------------ | ----------- |
| Daniel Giger                                                                 | Párbajtőr, egyéni | 1. csoport · Hrihorij Krissz (URS) · 5-5 · Reinhold Behr (FRG) · 0-5 · John Bouchier-Hayes (IRL) · 5-0 · Matthew Chan (HKG) · 5-0 · Peter Askjær-Friis (DEN) · 2-5 | 3.        | 4. csoport · Schmitt Pál (HUN) · 4-5 · Jerzy Janikowski (POL) · 4-5 · Alexandru Istrate (ROU) · 5-3 · Stephen Netburn (USA) · 5-1 · Hans-Peter Schulze (GDR) · 5-4       | 3.        | 2. csoport · Fenyvesi Csaba (HUN) · 3-5 · Henryk Nielaba (POL) · 5-2 · Bernd Uhlig (GDR) · 5-3 · Nicola Granieri (ITA) · 5-0 · Jacques Ladègaillerie (FRA) · 3-5 | 2.                  | 1. csoport · Kulcsár Győző (HUN) · 2-5 · Rolf Edling (SWE) · 5-5 · Horst Melzig (GDR) · 4-5 · Jacques Brodin (FRA) · 5-4 · Szergej Paramonov (URS) · 5-5 | 5.                        | kiesett                  | kiesett                  | helyezetlen |
| Christian Kauter                                                             | Párbajtőr, egyéni | 3. csoport · Rolf Edling (SWE) · 1-5 · Claudio Francesconi (ITA) · 1-5 · Risto Hurme (FIN) · 4-5 · Reinhard Münster (DEN) · 5-4 · Ali Tayla (TUR) · 5-2            | 5.        | kiesett | kiesett   | kiesett | kiesett             | kiesett | kiesett                   | kiesett                  | kiesett                  | helyezetlen |
| Peter Lötscher                                                               | Párbajtőr, egyéni | 10. csoport · Gerry Wiedel (CAN) · 3-5 · Kulcsár Győző (HUN) · 5-3 · Stephen Netburn (USA) · 5-4 · Andréasz Vjenópulosz (GRE) · 5-4 · Ivan Kemnitz (DEN) · 5-5     | 3.        | 8. csoport · Morten von Krogh (NOR) · 5-2 · Reinhard Münster (DEN) · 5-0 · Panajótisz Durákosz (GRE) · 5-4 · Jorge Castillejos (MEX) · 5-3 · François Jeanne (FRA) · 4-5 | 1.        | 4. csoport · Jerzy Janikowski (POL) · 4-5 · Igor Valetov (URS) · 5-5 · Robert Schiel (LUX) · 4-5 · Horst Melzig (GDR) · 5-3 · Risto Hurme (FIN) · 4-5            | 5.                  | kiesett | kiesett                   | kiesett                  | kiesett                  | helyezetlen |
| Sandor Gombay                                                                | Kard, egyéni      | 2. csoport · Mario Aldo Montano (ITA) · 2-5 · Fritz Prause (AUT) · 1-5 · Jerzy Pawłowski (POL) · 3-5 · Mark Rakita (URS) · 5-2 · Robert Elliott (HKG) · 5-0        | 4.        | 4. csoport · Pézsa Tibor (HUN) · 4-5 · Philippe Bena (FRA) · 0-5 · Vlagyimir Nazlimov (URS) · 3-5 · Knut Höhne (FRG) · 4-5 · Hans Brandstätter (AUT) · 4-5               | 6.        | kiesett | kiesett             | kiesett | kiesett                   | kiesett                  | kiesett                  | helyezetlen |
| Istvan Kulcsar                                                               | Kard, egyéni      | 9. csoport · Marót Péter (HUN) · 1-5 · Rolando Rigoli (ITA) · 1-5 · Alfonso Morales (USA) · 1-5 · Francisco de la Torre (CUB) · 4-5 · Mehmet Akpınar (TUR) · 2-5   | 6.        | kiesett | kiesett   | kiesett | kiesett             | kiesett | kiesett                   | kiesett                  | kiesett                  | helyezetlen |
| Janos Mohoss                                                                 | Kard, egyéni      | 6. csoport · Régis Bonnissent (FRA) · 2-5 · Hans Brandstätter (AUT) · 2-5 · Józef Nowara (POL) · 2-5 · Budaházi József (ROU) · 1-5                                 | 5.        | kiesett | kiesett   | kiesett | kiesett             | kiesett | kiesett                   | kiesett                  | kiesett                  | helyezetlen |
| Guy Evéquoz Daniel Giger Christian Kauter Peter Lötscher François Suchanecki | Párbajtőr, csapat | 4. csoport · Mexikó (MEX) · 15-1 · Luxemburg (LUX) · 12-4 · Lengyelország (POL) · 9-6                                                                              | 1.        | erőnyerő | erőnyerő  | Románia (ROU) · 9-2 | Románia (ROU) · 9-2 | Franciaország (FRA) · 8-5 | Franciaország (FRA) · 8-5 | Magyarország (HUN) · 4-8 | Magyarország (HUN) · 4-8 |             |
| Alain Barudoni Sandor Gombay Istvan Kulcsar Janos Mohoss Toni Reber          | Kard, csapat      | 4. csoport · NSZK (FRG) · 4-12 · Lengyelország (POL) · 4-12 · Ausztria (AUT) · 8 (61)-8 (61)                                                                       | 4.        | |           | kiesett | kiesett             | kiesett | kiesett                   | kiesett                  | kiesett                  | helyezetlen |

Női
| Versenyző        | Versenyszám | Selejtező | Selejtező | Negyeddöntő       | Negyeddöntő | Elődöntő          | Elődöntő | Döntő             | Döntő   | Helyezés    |
| Versenyző        | Versenyszám | Ellenfél Eredmény | Hely.     | Ellenfél Eredmény | Hely.       | Ellenfél Eredmény | Hely.    | Ellenfél Eredmény | Hely.   | Helyezés    |
| ---------------- | ----------- | --- | --------- | ----------------- | ----------- | ----------------- | -------- | ----------------- | ------- | ----------- |
| Madeleine Heitz  | Tőr, egyéni | 8. csoport · Jelena Novikova (URS) · 0-4 · Maria Consolata Collino (ITA) · 2-4 · Margarita Rodríguez (CUB) · 0-4 · Karin Rutz-Gießelmann (FRG) · 2-4                   | 5.        | kiesett           | kiesett     | kiesett           | kiesett  | kiesett           | kiesett | helyezetlen |
| Fabienne Regamey | Tőr, egyéni | 7. csoport · Halina Balon (POL) · 0-4 · Brigitte Oertel (FRG) · 2-4 · Antonella Ragno-Lonzi (ITA) · 0-4 · Clare Henley-Halsted (GBR) · 4-3 · Ann O'Donnell (USA) · 4-2 | 4.        | kiesett           | kiesett     | kiesett           | kiesett  | kiesett           | kiesett | helyezetlen |